# Viatxeslav Ragozin
Viatxeslav Ragozin   (Sant Petersburg, 8 d'octubre de 1908 - Moscou, 11 de març de 1962) (en rus: Вячеслав Васильевич Рагозин), fou un jugador d'escacs soviètic, que tingué els títols de Gran Mestre (el 1950 fou un dels 27 primers jugadors guardonats al món amb el títol de Gran Mestre Internacional de la FIDE), i d'Àrbitre Internacional, i fou Campió del món d'escacs per correspondència. Fou també escriptor i editor de llibres d'escacs.
El seu millor rànquing Elo s'ha estimat en 2699 punts, l'agost de 1946, moment en què tenia 37 anys, cosa que el situaria en 11è lloc mundial en aquella data. Segons chessmetrics, va ser l'11è millor jugador mundial en 5 diferents mesos, entre l'abril de 1946 i l'agost de 1946.

## Biografia
Nascut a Sant Petersburg, la carrera escaquística de Ragozin va obtenir una sèrie d'excel·lents resultats els anys 1930. Va participar al 3r Campionat de Sindicats de 1928 a Moscou, on acabà en tercer lloc, rere Nikolai Grigóriev i Nikolai Zúbarev. Fou tercer al Torneig Internacional de Leningrad el 1929, rere Nikolai Grigóriev i Piotr Romanovski. Al començament de la dècada, va derrotar el reputat Mestre Ilyin-Zhenevsky en un matx el 1930 i mercès a això fou guardonat amb el títol de Mestre Soviètic. A Moscou 1935, va guanyar el premi a la millor partida per la seva victòria contra Andor Lilienthal. Al fortíssim torneig de Moscou de 1936, va vèncer Flohr i Lasker i va estar molt a prop de guanyar en Capablanca, l'exCampió del món ple de recursos que va haver de lluitar molt per aconseguir unes taules per escac continu. A continuació, va guanyar el Campionat de Leningrad de 1936 i va obtenir un segon lloc empatat amb Konstantinopolski (rere Löwenfisch) al Campionat de la Unió Soviètica de 1937. Al torneig Leningrad-Moscou de 1939, hi acabà tercer ex aequo, amb Vladímir Makogónov, Andor Lilienthal i Grigori Löwenfisch, rere Flohr i Reshevsky, però per davant de Keres.
Els èxits van continuar els 1940 amb un primer lloc a Sverdlovsk el 1942, i un nou triomf al Campionat de Leningrad de 1945. També el 1945 va jugar al vuitè tauler de l'equip soviètic en el matx per ràdio per equips entre els Estats Units i l'URSS, derrotant Herbert Seidman per 2-0. El 1946, Va acabar primer en solitari a Hèlsinki i va batre en Bondarevsky en un matx. El seu assoliment més gran en escacs sobre el tauler va arribar al Torneig Memorial Mikhaïl Txigorin de Moscou de 1947, on hi fou segon, mig punt rere Botvínnik, però molt notablement per davant dels jugadors d'elit Smislov, Boleslavski i Keres.
Els 1950, ell i la majoria dels jugadors de la seva generació havien estat sobrepassats per la nova onada de jugadors que emergien de les escoles d'escacs soviètiques, però en Ragozin continuà participant en el Campionat Soviètic, en el qual competí un total d'onze cops, en el període 1934-1956. De les seves rares aparicions en torneigs després de 1950, el seu millor resultat fou a Marianske-Lazne 1956 (Memorial Steinitz), on hi fou segon rere Miroslav Filip, per davant de Flohr, Pachman, Stahlberg i d'un jove Wolfgang Uhlmann.
Al llarg de la seva vida, va mostrar interès i talent per pràcticament tots els àmbits del joc dels escacs. En escacs sobre el tauler, obtingué el títol de Gran Mestre el 1950, i el d'Àrbitre Internacional el 1951. Entre 1956–1958, es va centrar especialment en els escacs per correspondència, un àmbit en què va demostrar també ser un expert teòric, tot esdevenint el segon Campió del món de la ICCF el 1959 (guanyant 9 partides, amb 4 taules i només una derrota). El mateix any, obtingué el títol de Gran Mestre Internacional d'escacs per correspondència.
Els assoliments de Ragozin implicaven un coneixement, expertesa, i especialització en el joc que fins llavors mai ningú no havia assolit; aquest fet no va escapar a l'atenció del Campió del món Mikhaïl Botvínnik, qui va adonar-se que en Ragozin seria un contrincant ideal com a espàrring, i varen jugar molts matxs secrets d'entrenament, quan en Botvínnik es preparava per als seus diversos matxs en el Campionat del món. L'estil de Ragozin fou sempre experimental i arriscat, especialment pel que fa als sacrificis de peons per la iniciativa. Com que en Botvínnik estava intentant posar en comú un repertori d'obertures sòlid i fiable, fou vital que aquestes estiguessin rigorosament comprovades i resistissin qualsevol intent de sacrifici latent. Per això, diversos historiadors mantenen que les contribucions de Ragozin foren un factor molt significatiu en els èxits de Botvínnik.
Ragozin i Botvínnik també es va associar a entrenar per al campionat soviètic de 1944. Per simular més o menys el soroll de la sala de joc, jugaven amb la ràdio a un volum alt. Botvínnik va guanyar el torneig, mentre que Ragozin, que puntuà 13 de 17, va culpar de les seves derrota la quietud inusual del seu entorn.

### Contribucions a la teoria dels escacs
Les seves contribucions a la teoria foren principalment relatives al desenvolupament de sistemes per assolir la igualtat amb negres als esquemes del gambit de dama i la defensa Nimzoíndia. En ambdós casos, tractava de preparar correctament la ruptura central e6-e5.
La defensa Ragozin del gambit de dama es planteja normalment després de l'ordre 1.d4 d5 2.c4 e6 3.Cf3 cf6 4.Cc3 Ab4 (tot i que també s'hi pot arribar per transposició), ofereix a les negres un joc actiu des del començament, i ha viscut un cert ressorgiment en els darrers anys. La campiona d'Europa de 2007 Tatiana Kossíntseva, i els GMs Gregory Serper, Varuzhan Akobian i Aleksei Aleksàndrov són alguns dels forts jugadors que han afegit l'obertura al seu repertori.
Del 1946 al 1955, en Ragozin edità la revista Shakhmaty v SSSR, tot i que també va seguir una carrera a la indústria de la construcció, com a enginyer civil. Fou vicepresident de la FIDE entre 1950 i 1961.
Va morir a Moscou mentre estava preparant una col·lecció de les seves millors partides, la qual els seus amics varen completar per tal que fos publicada el 1964, sota el títol Izbrannye Partii Ragozina. Conté 74 partides que cobreixen tota la seva carrera.

## Partides notables
- Viacheslav Ragozin vs P Noskov, Matx Moscou-Leningrad 1930, defensa siciliana: variant francesa. Normal (B40), 1-0. Un sacrifici de qualitat per atac.
- Andre Lilienthal vs Viacheslav Ragozin, 1935, defensa Nimzoíndia, Sämisch (E24), 0-1. El poder dels peons avançats.
- Emanuel Lasker vs Viacheslav Ragozin, 1936, defensa siciliana, variant del drac, clàssica (B73), 0-1]. Lasker està perdut en les complicacions tàctiques
- Petar Trifunovic vs Vacheslav Ragozin, Moscou 1947, defensa holandesa, 0-1 L'obsessió blanca per aconseguir la ruptura e4 els fa ser víctima de la tàctica.
- Volf Bergraser vs Viacheslav Ragozin, corr-2 1956, defensa índia de rei, Fianchetto, variant iugoslava-Panno (E66), 0-1. Una partida molt complicada que acaba amb un sacrifici de dama.